# Großbreitenbach
Großbreitenbach là một đô thị thuộc huyện Ilm trong bang Thüringen, Đức. Đô thị này có diện tích 19,62 km², dân số thời điểm 31 tháng 12 năm 2006 là 2786 người. Đô thị này có cự ly 13 km về phía đông nam Ilmenau. 